# 艾特·迪武斯
艾特·迪武斯（荷蘭語：Aad de Mos，1947年3月27日—），出生於荷兰海牙，乃荷蘭籍足球教練。
曾執教多隊球隊的迪武斯，曾帶領KV麥哲倫贏得歐洲盃賽冠軍盃冠軍，亦贏過數項本土聯賽錦標。